# أرت ميلز
أرت ميلز (بالإنجليزية: Art Mills)‏ هو لاعب كرة قاعدة أمريكي، ولد في 2 مارس 1903 في أوتيكا في الولايات المتحدة، وتوفي بنفس المكان في 23 يوليو 1975.

## وصلات خارجية
- أرت ميلز على موقعبيزبول رفرنس.كوم (الدوري الرئيسي) (الإنجليزية)